# ستيفن بيكر (سياسي)
ستيفن بيكر (بالإنجليزية: Stephen Baker)‏ هو سياسي أمريكي، ولد في 12 أغسطس 1819 في نيويورك في الولايات المتحدة، وتوفي في 9 يونيو 1875 في أوغدن في الولايات المتحدة. حزبياً، نشط في الحزب الجمهوري. وقد انتخب عضو مجلس النواب الأمريكي.